# Амальрик Андрій Олексійович
Амальрик Андрій Олексійович (рос. Амальрик Андрей Алексеевич; 2 травня 1938, Москва — 12 листопада 1980, Гвадалахара, Іспанія) — радянський історик і публіцист. Учасник російського правозахисного руху. Політв'язень радянських концтаборів.

## Життєпис
Андрій Амальрик народився в родині відомого історика і археолога Олексія Амальрика. Мати — Зоя Григорівна Амальрік (уроджена Шаблеева) (1900—1961). Тринадцятирічним хлопчиком він влаштував самодіяльний домашній ляльковий театр і ставив свої п'єси.
У 1959—1960 та 1962—1963 роках навчався на історичному факультеті Московського державного університету. Був відрахований за курсову роботу «Нормани і Київська Русь», де відстоював свою версію «норманської теорії», згідно з якою літописна хронологія є вигаданою, сказання про покликання варягів було сагою, що існувала серед скандинавів в Новгороді і було записано упорядником Новгородського зводу 1050 року, а Рюрик міг з'явитися в Новгороді і Ладозі в 920-х — 930-х роках. Першим же київським князем був Аскольд, якого перед захопленням Києва вбив Олег Віщий. За припущенням Амальрика, Олег загинув під час походу русів на Каспійське море у 911—912 роках і його наступником став Дір. У свою чергу Дір став жертвою Ігоря Рюриковича, що йшов у великий похід на південь.
Відрахування Амальріка з МДУ згадує в своїх мемуарах Олександр Зімін: «Одного разу прийшов до мене з рефератом про норманізм, в якому громив Рибакова. Я йому сказав, що, звичайно, може він і правий, але потрібно вчитися, і „гусарським наїздом“ істину не доводять. Але, очевидно, систематичне навчання була йому не по нутру. Подальше його життя — сторінка життя нашої країни, а до історії нашої феодальної науки вона вже відношення не має». Лев Клейн у своїй монографії «Суперечка про варягів», згадуючи як він готував до видання її рукопис, зазначив наступне: «У тому ж 1960 році, коли в Ленінградському університеті я написав свою книгу, в Московському університеті студент історичного факультету подав курсову роботу на ту ж тему і з тим самим ухилом — виявити правду про варягів та їх ролі. Він був моментально виключений з Університету, а пізніше, ставши відомим дисидентом, пройшов психушку, табори і був видворений з країни. Це Андрій Амальрик. Висновки мої були тими ж, що у Амальрика, але факультет був кілька ліберальніше, а я був старшим, досвідченішим. У мене за плечима було керівництво в шкільні роки підпільною юнацькою організацією „Прометей“, яку розкрили лише заднім числом. Ніхто не був заарештований, хоч і виявилися, звичайно, надовго під наглядом НКВС. Було і ризикований, але успішний виступ (в студентські роки) проти марризму, який тоді ще вважався „залізним інвентарем марксизму“».
Після відрахування з МДУ писав п'єси в дусі «театру абсурду». Працював картографом, медичним лаборантом, робітником, освітлювачем, перекладачем технічної літератури, коректором. Колекціонував художників-авангардистів, зокрема, купував картини у свого друга Анатолія Звєрєва. У травні 1965 року був заарештований і засуджений до двох з половиною років заслання до Сибіру за дармоїдство, жив в селі Гур'ївка Кривошиїнського району Томської області.
У червні 1966 року достроково звільнений і повернувся до Москви. Працював на посаді позаштатного співробітника в Агентстві друку «Новини». Ця робота дозволила йому створити коло знайомств серед іноземних кореспондентів. Передав іноземному кореспондентові «Меморандум» Андрія Сахарова. Публікувався за кордоном.
Разом з Павлом Литвиновим написав збірку «Процес чотирьох» про суд над Олександром Гінзбургом, Юрієм Галансковим, Олексієм Добровольським і Вірою Лашковою. У жовтні 1968 року передав збірку іноземним кореспондентам, з якими багато спілкувався. В кінці 1968 року був звільнений з Агентства друку «Новини» та став працювати листоношею.
У квітні-червні 1969 року написав книгу-есе, що мала значний резонанс — «Чи проіснує Радянський Союз до 1984 року?», де вказав на неминучий розпад СРСР (наприклад, в результаті можливої війни з Китаєм). Книга мала великий суспільний резонанс у самвидаві і за кордоном. Публікував і інші свої роботи на Заході і в самвидаві, що призвело його до ув'язнення.
21 травня 1970 року заарештований у селищі Акулово Рязанської області. Звинувачений у «розповсюдженні антирадянської літератури» і етапований до Свердловська (нині — Єкатеринбург). На процесі 11-12 листопада 1970 року його судили разом зі Львом Убожко, який поширював роботи Амальрика. Винним себе не визнав. В останньому слові Амальрик сказав:

… Ні проведене режимом «полювання за відьмами», ні її окремий приклад — цей суд — не викликають у мене ні найменшої поваги, ні навіть страху. Я розумію, втім, що подібні суди розраховані на те, щоб залякати багатьох, і багато будуть залякані, — і все ж я думаю, що процес ідейної розкутості, який почався, — незворотній.

Засуджений судом до 3 років виправно-трудових таборів за статтею 190-1 кримінального кодексу РРФСР («поширення завідомо неправдивих вигадок, що ганьблять радянський суспільний і державний лад»). Відбував покарання в  Новосибірській і  Магаданській областях. 21 травня 1973 року, в день закінчення його терміну, проти Амальрика було порушено нову кримінальну справу за тією ж статтею 190-1 КК РРФСР. У липні 1973 року знову засуджений до 3 років таборів. Після чотиримісячного голодування протесту і прохань про помилування, що надійшли з усього світу (враховуючи 247 членів ПЕН-клубу), вирок був змінений на 3 роки заслання до Магадану. Більшу частину терміну провів у виправній колонії, розташованій поблизу селища Тала.
Повернувся до Москви у травні 1975 року. Проте в отриманні паспорта і відновлення московської прописки органами МВС Амальрику було відмовлено. Замість цього як заслання йому було наказано проживати в 100 км від Москви в селі  Ворсино Борівського району Калузької області.
На початку 1976 року Юрій Орлов, Андрій Амальрик, Валентин Турчин і Натан Щаранський виробили ідею про створення спеціальних неурядових груп для збору інформації про порушення прав людини в різних країнах (перш за все в СРСР) та інформування урядів країн-учасниць Гельсінкських угод. Така організація, яка обмежила свою діяльність територією тільки СРСР, отримала назву  Громадська група сприяння виконанню Гельсінкських угод в СРСР  (згодом Московська Гельсінська група).
У липні 1976 року Амальрик змушений покинути СРСР. На еміграції продовжив громадську і публіцистичну діяльність, написав книгу спогадів «Записки дисидента», писав книгу-дослідження «Распутін».
12 листопада 1980 року загинув в автокатастрофі в Іспанії. Похований на цвинтарі Сент-Женев'єв-де-Буа під Парижем. Реабілітований судом у 1991 році.